# Famenne Ardenne Classic 2022
La 4e édition de la Famenne Ardenne Classic a lieu le 2 octobre 2022 autour de Marche-en-Famenne en Belgique (province de Luxembourg) sur une distance de 188 km. Elle fait partie du calendrier UCI Europe Tour 2022 en catégorie 1.1. 

## Parcours
Après deux années d’absence en raison de la pandémie de Covid-19, le peloton retrouve la Famenne Ardenne Classic sur un nouveau tracé qui correspond mieux aux puncheurs-sprinters. Trois circuits locaux de 24 kilomètres clôturent la course.
Les huit côtes au programme sont :
- Km 25,0 : Côte de Nassogne (4 km à 4,5% de moyenne)
- Km 47,0 : Côte d’Ortho (3 km à 5,5%)
- Km 61,5  : Côte de Filly/Barrage de Nisramont (3 km à 5%)
- Km 89,0 : Côte de Warisy (3,7 km à 4,6%)
- Km 100,4 : Côte de Roy (2,3 km à 4,8%)
- Km 124,4 : Côte de Roy (3,4 km à 4,2%)
- Km 148,4 : Côte de Roy (3,4 km à 4,2%)
- Km 172,4 : Côte de Roy (3,4 km à 4,2%)[1]

## Équipes
| Unknown team category |
|                       |

## Classement final
| Pos. | Corridore        | Squadra                            | Tempo    |
| ---- | ---------------- | ---------------------------------- | -------- |
| 1    | Axel Zingle      | Cofidis                            | 4h26'14" |
| 2    | Amaury Capiot    | Arkéa-Samsic                       | m.t.     |
| 3    | Oliver Naesen    | AG2R Citroën                       | m.t.     |
| 4    | Hugo Hofstetter  | Arkéa-Samsic                       | m.t.     |
| 5    | Hugo Page        | Intermarché-Wanty-Gobert Matériaux | m.t.     |
| 6    | Jenthe Biermans  | Israel-Premier Tech                | m.t.     |
| 7    | Tim Merlier      | Alpecin-Deceuninck                 | m.t.     |
| 8    | Edward Theuns    | Trek-Segafredo                     | m.t.     |
| 9    | Guillaume Boivin | Israel-Premier Tech                | m.t.     |
| 10   | Rory Townsend    | WiV SunGod                         | m.t.     |